# Colón (departamento de Córdova)
Colón é um departamento da Argentina, localizado na província de Córdoba. Possuía, em 2019, 293.944 habitantes.